# Karl Hannibal von Dohna
Karl Hannibal von Dohna (ur. 1588, zm. 21 lutego 1633 w Pradze) – władca sycowskiego wolnego państwa stanowego od 1613.

## Rodzina i młodość
Pochodził z pruskiego rodu von Dohna, osiadłego na Śląsku w XIII w. Był najstarszym synem Abrahama von Dohna i Eleonory z domu Saurma-Jeltsch.
Jako dziedzic włości sycowskich został wysłany do Francji, na studia do Paryża. Odbył również podróż do północnej Afryki. Za sprawą swojego ojca przeszedł na katolicyzm, wiążąc się z dworem cesarskim w Wiedniu, gdzie piastował godność szambelana.

## Wolny pan stanowy Sycowa
Po śmierci ojca, 26 czerwca 1613, przejął rządy w wolnym państwie stanowym. Na początku swoich rządów poświęcił się uporządkowaniu spraw gospodarczych. W 1615 sprzedał wrocławskiemu klasztorowi św. Macieja Dziadową Kłodę. Następnie w 1621 kupił od Korony Czeskiej kilka wsi, znajdujących się w Górnych Łużycach oraz Biskupice.

### Karl Hannibal a wojna trzydziestoletnia
Karl Hannibal jako gorliwy katolik był przeciwnikiem antyhabsburskiego powstania w Czechach, trwającego w latach 1618–1620. Za odmowę złożenia hołdu lennego królowi Fryderykowi I Wittelsbachowi, zwanemu Królem zimowym, został pozbawiony przez Sejm Śląski swojego władztwa. Mimo to nie podporządkował się tym zarządzeniom. Po klęsce powstańców na Białej Górze prosił cesarza o przywrócenie stanom śląskim ich wszystkich przywilejów oraz starał się o ich powrót do łask cesarskich.
Przez kolejne lata trwania wojny trzydziestoletniej do 1632 sytuacja w jego dobrach była w miarę dobra, na skutek omijania Sycowa i okolic przez armie obu zwaśnionych stron.
Do zmiany sytuacji doszło w 1632, kiedy na Śląsk wkroczyły oddziały szwedzkie i brandenburskie, które łupiły region. Karl Hannibal był odpowiedzialny za obronę Piasku i Ostrowa Tumskiego we Wrocławiu. Chcąc stawić im czoła, rozpoczął werbunek ochotników do armii, natykając się 8 lutego 1633 pod Strzelinem na oddziały nieprzyjaciela. Bitwę tę przegrał, a niedługo potem, 22 lutego 1633, zmarł w Pradze po krótkiej chorobie.

### Sprawy kulturalne
Utrzymywał kontakty z jednym z najwybitniejszych śląskich poetów Martinem Opitzem, który przez pewien czas był jego osobistym sekretarzem oraz doradcą.